# Jos Albertprijs
De Jos Albertprijs is een jaarlijkse kunstwedstrijd die georganiseerd wordt door de Académie royale des sciences, des lettres et des beaux-arts de Belgique, een instelling die behoort tot de Franse Gemeenschap  (Federatie Wallonië-Brussel) van België.
Met deze prijs wil de Academie figuratieve kunstschilders uit een land van de Europese Unie of gedomicilieerd in België aanmoedigen. 
De prijs is ondeelbaar. De aanvragers kunnen een dossier indienen, maar het staat de jury vrij om elke kunstenaar die zij het meest waardig acht voor de prijs voor te dragen. Een kunstenaar kan slechts eenmaal de prijs winnen.
De jury bestaat uit leden van de academie uit de richting "Beeldende Kunst" en twee leden uit de richting "Kunstgeschiedenis en Kunstkritiek". 
De prijs werd in 1981 opgericht en is vernoemd naar de kunstschilder Jos Albert, die lid was van de Academie. Hij werd voor de eerste keer toegekend in 1983.
De jaarlijkse periode valt niet gelijk met een kalenderjaar, noch met het jaar van uitreiking, dit kan voor enige verwarring zorgen in publicaties.  Bij de toekenning vermeldt de Academie de jaarlijkse periodes in volgorde van het aantal uitreikingen. Zo won Mégane Likin de prijs voor de 38e jaarlijkse periode. Die liep van 1 oktober 2019 tot 30 september 2020, maar die vermeld werd in het jaarboek 2021-2022.

## Winnaars
- Jörg Madlener (1983)[4]
- André Ruelle (1984)[6]
- Dominique Rappez (1985)[7]
- Vivian Kral (1986)[8]
- Patricia Kinard (1987)[9]
- Francis De Bolle (1988)[10]
- Maurice Pasternak (1989)
- Pierre Lahaut (1990)[11]
- Bern Wery(1991)[12]
- Roger Dewint (1992)[13]
- Niet toegekend (1993)[14]
- Francis Alijs (1994)[15]
- Jocelyne Coster (1995)[16]
- Denis De Rudder (1996)[17]
- Jean Michel François (1997)[18]
- Bernard Gilbert (1998)[19]
- Stephan Balleux (1999)[20]
- Florimond Dufoor (2000)[21]
- Alain Bornain (2001)[22]
- Didier Leemans (2002)[23]
- Jean-Pierre Ransonnet (2003)[24]
- Eric Fourez (2004)[25]
- Lionel Vinche (2005)[26]
- Dany Danino (2006)[27]
- Tristan Robin (2007)[28]
- Thomas Jodogne (2008)[29]
- Estéban Moulin (2009)[30]
- Jean-Paul Laixhay (2010)[31]
- Charles-Henry Sommelette (2011)[32]
- Brigitte Closset (2012)[33]
- Nancy Seulen (2013)[34]
- ? (2014)
- Pierre Maurcot (2015)[35]
- Gauthier Hubert (2016)[36]
- ? (2017)
- François Jacob (2018)[37]
- Anne Marie Finné (2019)[38]
- Mégane Likin (2020)[39][5]
- Bert Mertens (2024)[40]